# Aloe cryptopoda
Aloe cryptopoda ist eine Pflanzenart der Gattung der Aloen in der Unterfamilie der Affodillgewächse (Asphodeloideae). Das Artepitheton cryptopoda leitet sich von den griechischen Worten kryptos für ‚verdeckt‘ sowie podos für ‚Fuß‘ ab und verweist auf die von den Brakteen verdeckten Blütenstiele.

## Beschreibung

### Vegetative Merkmale
Aloe cryptopoda wächst stammlos, ist meist einzeln, sprosst gelegentlich und bildet dann kleine Gruppen. Die steif aufrechten, lanzettlich-zugespitzten Laubblätter bilden eine kompakte Rosette. Die trüb gräulich grüne, gelegentlich purpurn überlaufene Blattspreite ist 60 bis 90 Zentimeter lang und 10 bis 13 Zentimeter breit. Die stechenden, deltoiden, braun gespitzten Zähne am Blattrand sind 1 bis 3 Millimeter lang und stehen 5 bis 8 Millimeter voneinander entfernt.

### Blütenstände und Blüten
Der aufrechte Blütenstand weist ein bis vier Zweige auf und ist bis zu 175 Zentimeter lang. Die dichten, schmal zylindrisch lang zugespitzten Trauben sind 20 bis 45 Zentimeter lang und 6 bis 7 Zentimeter breit. Die breit eiförmig spitz zulaufenden Brakteen weisen eine Länge von 10 bis 15 Millimeter auf und sind 8 bis 12 Millimeter breit. Die hell orange-scharlachroten, gelblich gespitzten Blüten stehen an etwa 20 Millimeter langen Blütenstielen. Die zylindrisch-dreieckigen Blüten sind 28 bis 35 Millimeter (selten bis zu 45 Millimeter) lang. Auf Höhe des Fruchtknotens weisen sie einen Durchmesser von 9 Millimeter auf. Ihre äußeren Perigonblätter sind nicht miteinander verwachsen. Die Staubblätter und der Griffel ragen etwa 3 Millimeter aus der Blüte heraus.

## Systematik und Verbreitung
Aloe cryptopoda ist in Botswana, Eswatini, Malawi, Mosambik, Sambia, Simbabwe und Tansania auf steilen, exponierten felsigen Hängen in Höhen von 60 bis 1525 Metern weit verbreitet.
Die Erstbeschreibung durch John Gilbert Baker wurde 1884 veröffentlicht.

## Nachweise